# Berberis microphylla
Berberis microphylla är en berberisväxtart som beskrevs av Forst.. Berberis microphylla ingår i släktet berberisar, och familjen berberisväxter. Inga underarter finns listade i Catalogue of Life.

## Bildgalleri

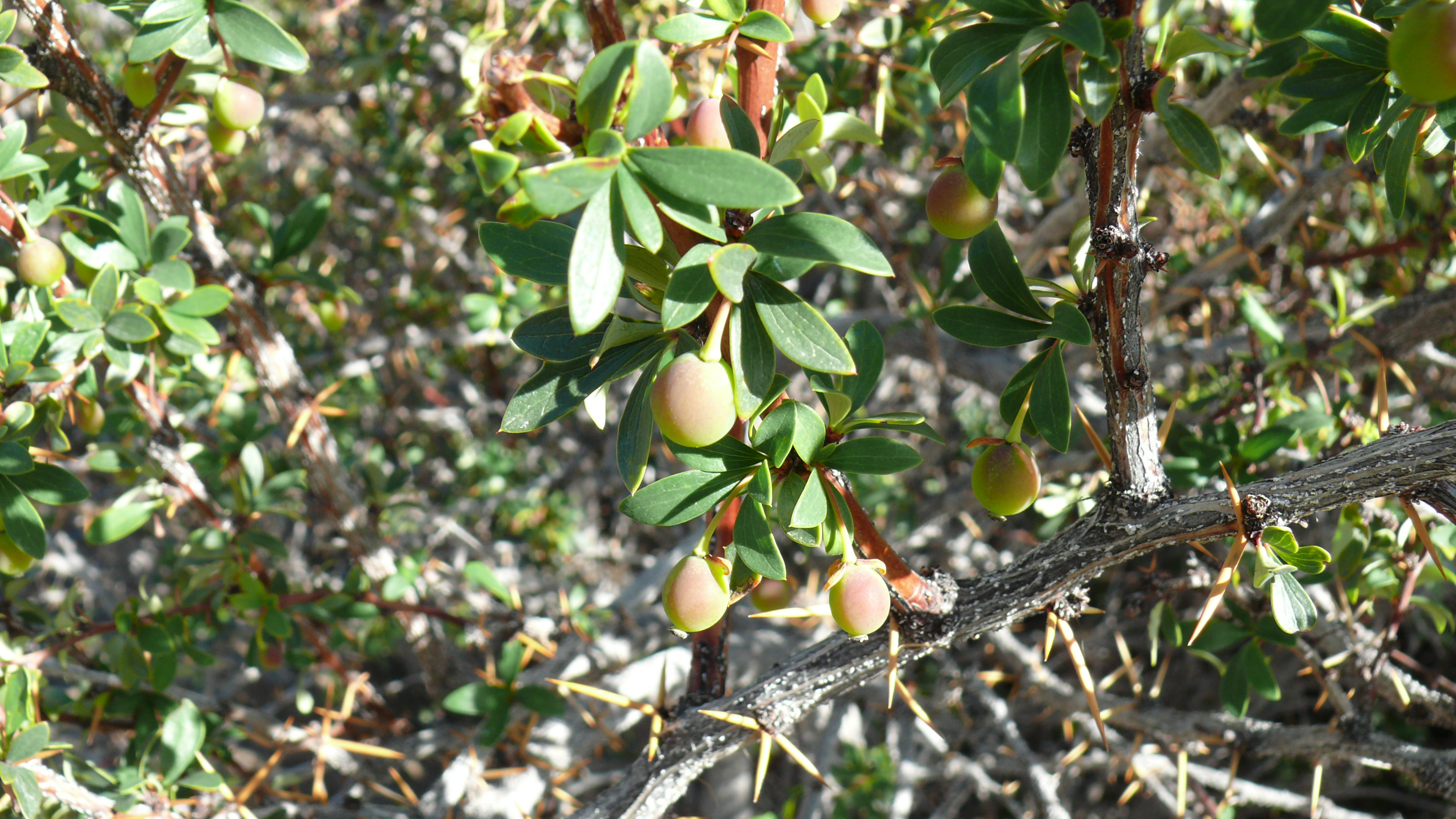